# Burg Wolfsölden
Die Burg Wolfsölden war eine Spornburg oberhalb des Buchenbachs bei Affalterbach in Baden-Württemberg. Sie wurde ursprünglich von den hochadeligen Hessonen erbaut und gehörte lange zur Grafschaft Löwenstein sowie zuletzt zu Württemberg. Der nach der Burg benannte und bis heute als Affalterbacher Ortsteil bestehende Weiler Wolfsölden entstand im Anschluss an die Burg.

## Geschichte
Wolfsölden wurde im Hirsauer Codex erstmals für die Zeit von 1100 bis 1130 erwähnt. Der Name verweist bereits auf ein Festes Haus oder ein befestigtes Gut und legt im Weiteren nahe, dass es Sitz eines Wolfsfängers war. Die Burg wurde um 1100 durch Hesso III. erbaut und war zur Zeit der Hessonen vermutlich Sitz eines Hochgerichts, das allerdings nicht urkundlich nachgewiesen werden konnte. Die hier ansässigen Familienmitglieder der Hessonen nannten sich nach der Burg als von Wolfsölden. Dieser Name wurde aber auch von späteren Burgherren aus anderen Adelsfamilien genutzt.
In der zweiten Hälfte des 12. Jahrhunderts wurde die Burg bedeutsam erweitert, was einen gehobenen Lebensstandard der Burginassen bezeugt. Nach den Hessonen kamen Burg und Herrschaft Wolfsölden dann in den Besitz der Grafschaft Löwenstein. Als Teil dieser machte Wolfsölden die Besitzwechsel vom Löwensteiner Seitenzweig der Grafen von Calw über das Bistum Würzburg (1277), König Rudolf von Habsburg (1281) und schließlich auf dessen unehelichen Sohn Albrecht von Schenkenberg mit.
Vermutlich wurde die Burg 1286 und 1312 zumindest teilweise zerstört. Beide Daten legen einen jedoch nicht nachgewiesenen Zusammenhang mit den Auseinandersetzungen zwischen dem württembergischen Graf Eberhard dem Erlauchten und den habsburgischen Königen nahe. Große Teile der Herrschaft Wolfsölden waren den Löwensteinern bereits um 1310 an das benachbarte Württemberg verloren gegangen. Noch vor 1322 kam es dennoch zu einem Neuaufbau der Burg, nun in verminderter Qualität. In diesem Jahr verkauften die Grafen von Löwenstein die zu diesem Zeitpunkt wieder intakte Burg an Württemberg.
Es ist unbekannt, ob und wie die Württemberger die Burg tatsächlich nutzten. Mit dem zunehmenden Wachstum Württembergs verlor sie jedenfalls ihre Grenzlage. Möglicherweise verfiel Burg Wolfsölden schrittweise. 1521 wurde sie bereits als ruinös bezeichnet. Laut der Beschreibung des Oberamts Marbach war sie dann spätestens 1604 nur noch eine Ruine. Die um 1686 erfolgte Darstellung Wolfsöldens im Forstlagerbuch von Andreas Kieser zeigt noch deutliche Mauerreste der Burg. Sie wurde dann noch bis ins 18. Jahrhundert als Steinbruch genutzt.
2005 wurde die Burgstelle beim Bau eines Wohnhauses archäologisch genau untersucht und anschließend wieder versiegelt. Reste eines Eckturms sind auf einem Privatgrundstück noch erhalten.